# Francisco Javier Goerlich
Francisco Javier Goerlich Lleó (Valencia, 30 de noviembre de 1886 - Valencia, 25 de marzo de 1972) fue uno de los arquitectos más decisivos en la formación del perfil de la ciudad de Valencia (España), tanto por el gran número de obras ejecutadas como por su cargo de arquitecto municipal desde 1922 y arquitecto mayor desde 1931 hasta su jubilación el 20 de noviembre de 1956.

## Carrera

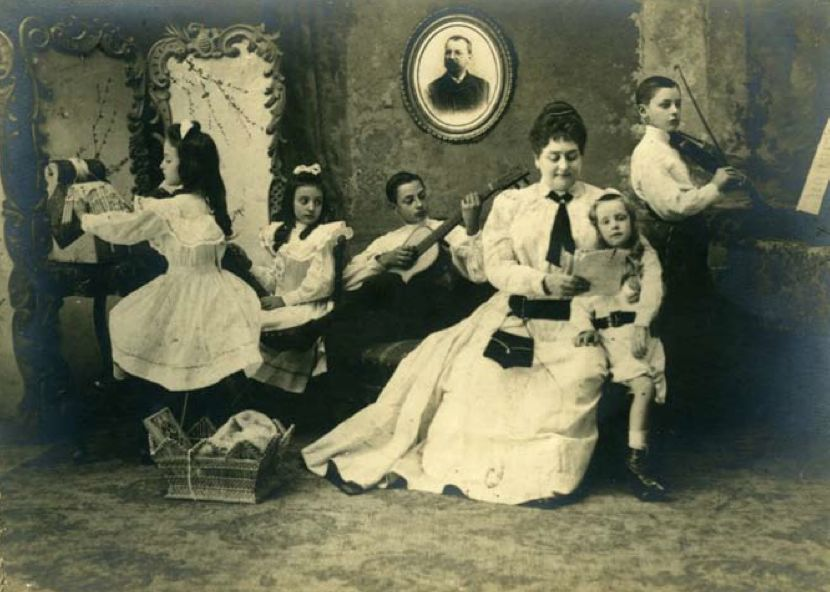
Fotografía de la familia Goerlich Lleó. El joven Javier aparece en el centro, con guitarra.

Hijo del cónsul del Imperio Austrohúngaro en Valencia, Francisco Javier Görlich, y de la valenciana Asunción Lleó, estudió arquitectura en Barcelona, donde terminó sus estudios en diciembre de 1913 obteniendo el título de arquitecto en Madrid en 1914. 
Después de ejercer la profesión libre en Valencia, Huesca y Baleares accedió a una plaza de arquitecto municipal del Ayuntamiento de Valencia (1924) y en marzo de 1931 promocionó a arquitecto mayor del Ayuntamiento. 
Poco antes había sido nombrado arquitecto del Ministerio de Instrucción Pública y Bellas Artes (1923), y como tal tuvo oportunidad de hacer algunas intervenciones de reforma en varios edificios educativos de la ciudad de Valencia, así como el proyecto de la nueva Escuela de Comercio. Se le reconocía una gran capacidad de trabajo y un carácter rígido, acompañado de un estudio profesional bien organizado donde trabajaban jóvenes titulados que le permitían continuar con la gran cantidad de trabajos que se le pedían. Fue uno de los arquitectos de moda de su momento, en parte gracias a su capacidad de adaptar el estilo del edificio al gusto del cliente. 
Goerlich es uno de los principales representante del "casticismo" valenciano (un ejemplo fue el pabellón valenciano en la Exposición Iberoamericana de Sevilla en 1929). Al mismo tiempo diseñó edificios de diferentes estilos desde exóticos o neogóticos.
Como arquitecto municipal fue un gran impulsor de las reformas urbanas del centro histórico. Partiendo del Proyecto de Reforma de 1908 de Federico Aymamí, en el Plan de 1928, Goerlich incluyó la apertura de la avenida del Oeste entre la plaza de San Agustín y el Mercado Central, la prolongación de la Calle de la Paz, la apertura de la calle Poeta Querol, la apertura de la Plaza de la Reina hasta la calle de la Corretgeria, la apertura de la actual Plaza del Ayuntamiento, en sustitución de la antigua Bajada de San Francisco, para la que fueron necesarias multitud de expropiaciones y se generó un gran malestar social. Entre otras intervenciones, también proyectó el nuevo urbanismo del centro, sustituyendo las casas de 2 o 3 plantas por otras de inspiración vertical, con 8, 9 o más plantas, la prolongación de la calle de San Vicente, y la remodelación del barrio de Pescadores. 
Fue presidente de la Real Academia de Bellas Artes de San Carlos de Valencia, miembro de las reales academias de Bellas Artes de San Fernando de Madrid (1935), de Santa Isabel de Hungría de Sevilla, de Bellas Artes y Ciencias Históricas de Toledo (1947) y de Bellas Artes de San Telmo en Málaga (1949). También fue profesor de la Escuela de Artes y Oficios de Valencia (1931) y director del Centro de Cultura Valenciana en 1948. Donó al Museo de Bellas Artes de Valencia su colección de arte formada por 121 obras.

## Obras más destacadas

### Valencia
| Obras eclécticas (1914-1924)                            | Obras eclécticas (1914-1924)                                 | Obras eclécticas (1914-1924)                                                           | Obras eclécticas (1914-1924) | Obras eclécticas (1914-1924)                          | Obras eclécticas (1914-1924) |
| Año del proyecto                                        | Nombre                                                       | Ubicación                                                                              | Descripción | Estado                                                | Imagen                       |
| ------------------------------------------------------- | ------------------------------------------------------------ | -------------------------------------------------------------------------------------- | --- | ----------------------------------------------------- | ---------------------------- |
| 1914                                                    | Casa Castelló                                                | Calle Grabador Esteve 12                                                               | Casa para Manuel Castelló decorada con motivos de estilo neobarroco. |                                                       |                              |
| 1914                                                    | Casa Gay                                                     | Calle Avellanas 21 (actualmente en la calle Avellanas 19)                              | Casa para Luis Gay de la que destacan las dos estatuas de la fachada. | Correcto                                              |                              |
| 1914                                                    | Trianón Palace o Teatro Lírico                               | Calle de Pi y Margall (actual Paseo de Ruzafa) con la calle de Convento de Santa Clara | El teatro-cine, que tuvo un aforo de 1500 espectadores, fue construido sobre el solar del convento de Santa Clara, abandonado desde la Desamortización de Mendizábal de 1835. El edificio tenía una fastuosa y excesiva decoración aunque debido a las exigencias del encargo fue pobremente construido. | Demolido en 1948                                      |                              |
| 1914                                                    | Casa Barona                                                  | Gran Vía del Marqués del Turia, 70                                                     | Casa Para Tomás Barona que copia la fachada de la casa construida por Alexandre Soler en los números 19 y 21 de la Rambla de Cataluña en Barcelona. | Correcto                                              |                              |
|                                                         |                                                              | Calle Manuel Arnau                                                                     | Casa de Francisco Renau |                                                       |                              |
| 1915                                                    | Casa Bolás                                                   | Ciscar 6 y 8                                                                           | Casa para José Bolás con motivos barroquizantes y del modernismo geométrico. |                                                       |                              |
| 1915                                                    | Casa Calatayud                                               | Calle Doctor Chiarri                                                                   | Casa para Luis Calatayud también con motivos barroquizantes y del modernismo geométrico. |                                                       |                              |
| 1915                                                    | Parroquia de El Salvador y Santa Mónica                      |                                                                                        | Se sustituyen las dos espadañas laterales por una torre campanario según "los tipos tradicionales de los siglos XVIII y XIX con profusión de adornos y rematado por un cupulino de teja vidriada azul".                                                                                                  | Correcto                                              |                              |
| 1916                                                    |                                                              | Gran Vía Germanías                                                                     | Casa de Juan Sala. |                                                       |                              |
| 1916                                                    | Edificio Rius                                                | Plaza de la Reina 20                                                                   | |                                                       |                              |
| 1916                                                    | Casa Niederleytner                                           | Pascual y Genís 22-24 esquina con la calle Martínez Cubells                            | Edificio con fachada académica con influencia del estilo francés construido para la familia Niederleytner. | Rehabilitado en 1987                                  |                              |
| 1916                                                    | Parroquia del Sagrado Corazón de Jesús en Patraix            |                                                                                        | Realiza la torre campanario de planta hexagonal con pilastras toscanas. |                                                       |                              |
|                                                         | Casa Goerlich                                                | Calle Grabador Esteve 16                                                               | Casa construida para su propia familia |                                                       |                              |
| 1919                                                    | Palacete Burgos o Casa del médico                            | Avenida del Puerto 24                                                                  | El proyecto original fue encargado por María Burgos Romero a Ricardo Cerdá y posteriormente modificado por Javier Goerlich que añadió el entresuelo, la segunda planta, los remates y una mayor profusión ornamental. Las obras terminaron en 1922 y el certificado final es de 1924.                    |                                                       |                              |
| 1922                                                    | Casa Social de los Obreros Católicos o de San Vicente Ferrer | Calle Caballeros 31                                                                    | Actualmente Teatro Talía. |                                                       |                              |
| Obras en estilo neobarroco valenciano (1925-1930)       |                                                              |                                                                                        | |                                                       |                              |
| Año del proyecto                                        | Nombre                                                       | Ubicación                                                                              | Descripción | Estado                                                | Imagen                       |
| 1927                                                    | Edificio Oltra                                               | Esquina calle Cotanda con la Plaza del Ayuntamiento                                    | |                                                       |                              |
| 1928                                                    | Edificio Badías-Casa Balanzá                                 | Calle Ribera 1 esquina con paseo de Ruzafa 2.                                          | En mayo de 1929 Javier Goerlich renuncia a la dirección de las obras y las continúa Francisco Almenar. | Reconstrucción del edificio original que fue demolido |                              |
| 1928                                                    | Edificio del Banco Vitalicio de España-Generali              | Plaza Ayuntamiento 29                                                                  | Proyectado por Lluís Bonet Garí. Javier Goerlich dirigió la obra. Fue su casa y estudio desde junio de 1929. |                                                       |                              |
| 1928                                                    | Edificio Albors                                              | Paseo de Ruzafa 9                                                                      | |                                                       |                              |
| 1930                                                    | Edificio Gras-Bianqui                                        | Plaza Ayuntamiento 7                                                                   | |                                                       |                              |
|                                                         | Edificio Barrachina                                          | Calle de la Sangre con la calle En Llop con chaflán en la plaza del Ayuntamiento 2.    | Construido entre 1929 y 1930, contó con la colaboración de Francisco Almenar. |                                                       |                              |
| Obras principalmente en estilo racionalista (1931-1955) |                                                              |                                                                                        | |                                                       |                              |
| Año del proyecto                                        | Nombre                                                       | Ubicación                                                                              | Descripción | Estado                                                | Imagen                       |
| 1930 y 1932                                             | Edificios Moreno Arnal y Navarro Igual                       | Calle Tapinería 10 - 14                                                                | |                                                       |                              |
| 1932                                                    | Paseo de la Alameda                                          |                                                                                        | Remodelación |                                                       |                              |
| 1932-33                                                 | Club Nàutico                                                 | Muelle de Caro o Poniente                                                              | Construido con Alfonso Fungairiño | Demolido en 1985                                      |                              |
|                                                         | Cine Metropol                                                |                                                                                        | De estilo racionalista valenciano en su vertiente art-déco. Inaugurado en 1932. |                                                       |                              |
| 1931-33                                                 | Plaza del Ayuntamiento                                       |                                                                                        | Reforma de la plaza. | Demolida en los años iniciales de la década de 1960   |                              |
| 1933                                                    | Puente del Mar                                               |                                                                                        | Entre 1933 y 1935 lo reforma añadiéndole unas escalinatas y unos pináculos convirtiéndolo en peatonal. |                                                       |                              |
| 1933, 1934                                              | Edificio Martí Alegre, Hotel Londres                         | Calle Barcelonina 1 con la plaza del Ayuntamiento                                      | |                                                       |                              |
| 1935                                                    | Edificio Font de Mora                                        | Plaza Ayuntamiento 16                                                                  | |                                                       |                              |
| 1935                                                    | Edificio Valls,                                              | Calle Reina 56, esquina calles Teatro de la Marina 18 y Dr. Lluch                      | |                                                       |                              |
| 1935-41 o 1936                                          | Edificio Campos-Calvet o Edificio Campos Crespo              | Avenida María Cristina, 7                                                              | |                                                       |                              |
| 1935-41                                                 | Colegio Mayor Luis Vives                                     | Paseo al Mar, actual avenida Blasco Ibáñez, 21                                         | |                                                       | Lateral del edificio         |
| 1939-41                                                 | Edificio Gil                                                 | Calle San Vicente, 22 esquina calle de la Linterna                                     | |                                                       |                              |
| 1941                                                    | Edificio Patuel-Longas                                       | Calle Ruzafa, 28                                                                       | |                                                       |                              |
| 1942                                                    | Edificio Martí-Cortina                                       | Avenida del Oeste, 35                                                                  | |                                                       |                              |
| 1943                                                    | Edificio Zaragozá                                            | Avenida del Oeste, 43                                                                  | |                                                       |                              |
| 1940-44                                                 | Edificio Roig-Vives                                          | Calle Xàtiva, 4 y 6                                                                    | |                                                       |                              |
| 1944                                                    | Edificios Calvet                                             | Avenida del Oeste 38-42 con calle Quevedo                                              | Edificios para los hermanos Calvet Busó |                                                       |                              |
| 1940-46                                                 | Museo de Bellas Artes                                        |                                                                                        | Reformas. |                                                       |                              |
| 1943-46 ¿1945?                                          | Iglesia de san Agustín                                       | Plaza san Agustín 1 y calle Xàtiva 2 ac                                                | Obras de restauración tras ser destruida en 1936 durante la Guerra Civil. Se añadió una nueva portada en la calle Xàtiva que incluye un rosetón neogótico y una estatua de la Virgen, y se restauró la torre añadida en 1912 por Luis Ferreres Soler.                                                    |                                                       |                              |
| 1944-46                                                 | Monumento a los Caídos                                       |                                                                                        | Reproducción de la desaparecida Puerta del Palacio Real de Valencia |                                                       |                              |
| 1941, 1945, 1948                                        | Edificio Torner                                              | Avenida del Oeste 17                                                                   | |                                                       |                              |
| 1946-47                                                 | Edificio Nebot                                               | Avenida del Oeste 44 y 46                                                              | |                                                       |                              |
| 1954, 1955                                              | Edificio hermanos Molina Casanova                            | Plaza de la Reina 18                                                                   | |                                                       |                              |
| Obras en estilo neocasticista (1956-1965)               |                                                              |                                                                                        | |                                                       |                              |
| Año del proyecto                                        | Nombre                                                       | Ubicación                                                                              | Descripción | Estado                                                | Imagen                       |
| 1950-58                                                 | Edificio Goerlich-Ripoll                                     | Calle Xàtiva esquina Ruzafa                                                            | |                                                       |                              |
| 1956-58                                                 | Edificio Monistrol                                           | Plaza Ciudad de Brujas 4 y calle Rejas                                                 | |                                                       |                              |
| 1949, 1956, 1957, 1965                                  | Edificio Murillo Rams                                        | Calle Cordellats 6                                                                     | |                                                       |                              |
| -1942                                                   | Edificio del Banco de Valencia                               |                                                                                        | Edificio proyectado en colaboración con Almenar, Traver y Gómez Davó. |                                                       |                              |
|                                                         | Mercado de Abastos                                           |                                                                                        | |                                                       |                              |